# Marlborough (regio)
Marlborough is een regio in Nieuw-Zeeland, en ligt in het noordoosten van het Zuidereiland.

## Geografie
Marlboroughs geografie kan in vier gebieden worden verdeeld. Twee delen, in het zuiden en het westen, zijn bergachtig. Het zuidelijke deel van de staat bevat de toppen van de Kaikoura Ranges, zij maken in feite deel uit van de Nieuw-Zeelandse Alpen of ook wel Zuidelijke Alpen, maar die naam wordt nauwelijks toegepast zo ver naar het noorden.
Tussen deze twee gebieden ligt de lange vallei van de rivier de Wairau. De vallei verbreedt zich tot een wijd platteland in het oosten, waar ook Blenheim ligt. Deze regio heeft erg vruchtbare grond, en gematigd weer en is als zodanig het centrum geworden van de wijnindustrie in Nieuw-Zeeland.
Het vierde geografische gebied ligt langs de noordkust. De Marlborough Sounds staan bekend om hun schoonheid. Picton ligt in het zuiden van een van de grotere sounds, Queen Charlotte Sound.

## Bevolking
Veel van de bevolking woont in de kustgebieden rond de monding van de Wairau, en in kleinere plaatsen langs de kust. Andere grotere plaatsen, naast Blenheim en Picton, zijn Havelock, Renwick, Ward, en Seddon.
Wereldberoemde inwoners van Marlborough zijn onder andere raketbouwer William Pickering en Nobelprijswinnaar Ernest Rutherford.

## Wijnbouw
In 1973 werd hier een begin gemaakt met de wijnbouw. Tot die tijd was alle wijnbouw geconcentreerd op het Noordereiland. Vooral de sauvignon blanc werd hier aangeplant en met succes. Het bebouwd areaal is ruimschoots verdubbeld sinds 2006. De regio was in 2015 met 23.000 hectare het grootste wijngebied van het land. In heel Nieuw-Zeeland is ongeveer 35.000 hectare met wijnstokken beplant. De wijn is van goede kwaliteit mede vanwege het goede klimaat met veel zonneschijn en weinig neerslag.